# 堺徹

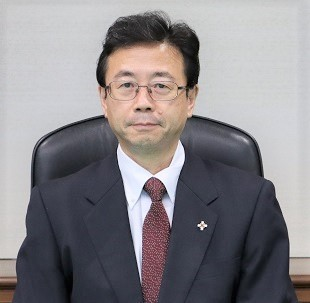
2020年7月20日撮影

堺 徹（さかい とおる、1958年7月17日 - ）は、日本の検察官。最高裁判所判事。

## 人物、経歴
和歌山県田辺市芳養町出身。1974年 田辺市立明洋中学校卒業、1977年 和歌山県立田辺高等学校卒業、1982年東京大学法学部卒業。
1984年検事任官。1996年の住友商事銅取引巨額損失事件では、皆が尻込みをする中で、大量の英文を読んで立件にこぎつけ、「全容を理解できたのは堺だけ」と呼ばれた。1998年の山一證券粉飾決算事件でも海外への損失飛ばしの解明に経験が生きた。
1998年旭川地方検察庁次席検事、2004年東京地方検察庁総務部副部長、2005年大阪地方検察庁刑事部副部長、2006年東京高等検察庁検事。2007年の東京地方検察庁特別捜査部副部長時代には、山田洋行事件で当時の守屋武昌防衛事務次官逮捕の捜査指揮を行う。2008年交通部長、2010年1月公安部長、7月特別捜査部長として、大王製紙事件やオリンパス事件を手がけた。
2012年福島地方検察庁検事正、2013年東京地方検察庁次席検事、2014年東京高等検察庁次席検事、2016年東京地方検察庁検事正。2017年仙台高等検察庁検事長。2018年次長検事。
2020年東京高等検察庁検事長。2021年退職、池上政幸の後任として最高裁判所判事に就任。同年10月31日の最高裁判所裁判官国民審査において、罷免を可とする票3,539,058票、罷免を可とする率6.19%で信任。
2021年12月2日、NHK総合テレビジョン・NHK教育テレビジョンを視聴できないよう加工したテレビを自宅に設置した女性が、受信契約を締結する義務がないことの確認を求めた訴訟について、女性側の上告を退ける決定をした。
2024年7月11日、旧統一教会が信者女性に対して違法な勧誘で高額献金をさせたとして、女性の娘が返金を求めた訴訟で1審、2審が判決の根拠とした、「教団に返金を求めない」とする旨の念書を無効であるとの判決を下し、当該訴訟については、東京高裁に審理を差し戻した。